# Jiří Witzany
Jiří Witzany (* 25. března 1966 Praha) je český politik a matematik, v letech 2010 až 2018 místopředseda SNK ED, v letech 1998 až 2010 zastupitel hlavního města Prahy.

## Studium a kariéra
V letech 1981 až 1984 vystudoval Gymnázium Wilhelma Piecka, které mělo matematické zaměření. A následně pak v letech 1984 až 1989 absolvoval obor matematika na Matematicko-fyzikální fakultě Univerzity Karlovy v Praze, kde získal titul RNDr. V roce 1988 spoluzakládal s M. Bendou a M. Klímou studentskou samosprávu na MFF UK v Praze. Na stejné fakultě působil v letech 1990 až 1991 jako odborný asistent a opět pak v letech 1996 až 2000.
Během zahraničního pobytu na Pennsylvania State University v letech 1991 až 1994, kde působil jako lektor, získal titul Ph.D. Další dva roky byl asistentem profesora na University of California v Los Angeles.
Po návratu ze zahraničí začal pracovat v Komerční bance, nejprve v letech 1996 až 2000 jako manažer tržních rizik a následně v letech 2000 až 2006 jako ředitel odboru řízení kreditních rizik. Působil rovněž jako člen dozorčí rady Komerční pojišťovny (2001 až 2002) a člen dozorčí rady CAC LEASING (2002 až 2003). V letech 1998 až 2003 byl také místopředsedou dozorčí rady Hotelu Praha.
Od roku 2006 soukromě podniká a zároveň vyučuje o mezinárodních finančních trzích, finančních derivátech a řízení rizik na Fakultě financí a účetnictví Vysoké školy ekonomické v Praze a o finančních derivátech na Matematicko-fyzikální fakultě Univerzity Karlovy v Praze. Mezi lety 2007 a 2010 přednášel i o kapitálových a derivátových trzích na Bankovním institutu vysoké škole v Praze.
V letech 2007 až 2010 rovněž pracoval jako senior konzultant pro řízení rizik a finanční trhy ve společnosti Mediaresearch a.s. Mezi lety 2007 až 2011 byl také členem dozorčí rady PPF banky a.s.
V roce 2010 se stal ředitelem, jednatelem a společníkem ve firmě Quantitative Consulting s.r.o., která se zabývá poradenstvím v oblasti řízení rizik a finančních trhů.

## Osobní život
Jiří Witzany je ženatý (Naďa Witzanyová) a má čtyři syny (Tomáš, Vojtěch, Daniel, Lukáš).

## Politické působení
Do politiky vstoupil už v roce 1991, kdy spoluzakládal Křesťansko-demokratickou stranu, v níž působil i jako předseda Místní organizace KDS Praha 6. V roce 1994 přestoupil do ODS, kde zůstal do roku 1997.
V letech 1997 až 2002 byl členem Unie svobody a opět po určitou dobu předsedou Místní organizace US Praha 6. V komunálních volbách v roce 1998 byl zvolen jako člen US-DEU na kandidátce Čtyřkoalice do Zastupitelstva Hlavního města Prahy. Ve volebním období 1998 až 2002 pracoval jako člen Bezpečnostního výboru a člen Finančního výboru.
Mandát zastupitele města obhájil v komunálních volbách v roce 2002, ale už jako člen strany Evropští demokraté, na jejímž vzniku se v rámci přípravného výboru v roce 2002 podílel. Ve volebním období 2002 až 2006 pokračoval v práci člena Finančního výboru a nově působil jako člen Kontrolního výboru. Navíc byl v tomto volebním období předsedou Klubu Evropských demokratů v Zastupitelstvu Hlavního města Prahy a v letech 2002 až 2005 celostátním místopředsedou Evropských demokratů.
Uspěl i v komunálních volbách v roce 2006 na kandidátce SNK ED a potřetí se stal pražským zastupitelem. Ve volebním období 2006 až 2010 působil jako místopředseda Finančního výboru, člen Dopravního výboru a člen Hospodářského výboru. Byl také členem Komise Rady Hlavního města Prahy pro řešení problematiky taxislužby a v letech 2009 až 2010 předsedou Klubu SNK Evropských demokratů v Zastupitelstvu Hlavního města Prahy. Navíc byl po integraci Evropských demokratů a SNK sdružení nezávislých v letech 2006 až 2007 celostátním místopředsedou SNK ED.
Pro komunální volby v roce 2010 vytvořily SNK ED a Strana zelených společnou kandidátku a Jiří Witzany byl jejich kandidátem na primátora Hlavního města Prahy. I když toto uskupení získalo 5,90 % hlasů, tak se jeho zástupci do Zastupitelstva Hlavního města Prahy kvůli složitému volebnímu systému nedostali.
Dvakrát se také pokoušel dostat do Poslanecké sněmovny PČR, ale ani jednou neuspěl. Nejdříve ve volbách v roce 1998 za Unii svobody a po druhé ve volbách v roce 2006 za SNK ED (v obou případech v Hlavním městě Praze).
V listopadu 2010 byl po tříleté pauze zvolen 2. místopředsedou SNK ED, tuto pozici obhájil i na republikovém sněmu SNK ED v lednu 2013 v Pardubicích. Zároveň je předsedou pražské organizace SNK ED. V dubnu 2015 se pak stal 1. místopředsedou strany. Post zastával do září 2017, kdy jej vystřídal Stanislav Boloňský. On sám se stal opět 2. místopředsedou strany. Místopředsedou strany byl do listopadu 2018, dále působí již jako řadový člen předsednictva.
Ve volbách do Evropského parlamentu v roce 2014 kandidoval na 5. místě kandidátky SNK ED, ale neuspěl.
Ve volbách do Senátu PČR v roce 2018 kandidoval za SNK ED v obvodu č. 23 – Praha 8. Podporovala jej také strana evropani.cz. Se ziskem 4,72 % hlasů skončil na 8. místě. V komunálních volbách v roce 2018 do Zastupitelstva hlavního města Prahy byl také lídrem kandidátky subjektu s názvem "Evropská koalice pro Prahu" (tj. SNK ED, Evropani.cz, KČ, KAN, KONS a SMS) a tudíž i kandidátem tohoto uskupení na post primátora Prahy. Uskupení se však do zastupitelstva vůbec nedostalo.
Ve volbách do Evropského parlamentu v květnu 2019 kandidoval jako člen SNK ED na 16. místě kandidátky KDU-ČSL, ale nebyl zvolen.